# Na wylot
Na wylot – drugi solowy album studyjny polskiego muzyka Fisza.
Album w 2001 r. został nominowany do Fryderyka w kategorii Album Roku – Hip-Hop. Była to już druga nominacja w życiu Fisza. Nagroda, tak jak rok wcześniej, nie została mu przyznana.
Album został wydany nakładem wytwórni Asfalt Records. Nagrania dotarły do 4. miejsca zestawienia OLiS. W styczniu 2021 uzyskały status złotej płyty.

## Lista utworów
| 1.  | Znużony | 1:58  |
|     | - DJ M.A.D. – muzyka, produkcja, perkusja, finger piano - Fisz – słowa - Dziki – produkcja |       |
| 2.  | 30 cm | 5:04  |
|     | - DJ M.A.D. – muzyka, produkcja i gramofony - Fisz – słowa - Karim – gitara basowa - Novika – wokal                                                                                             |       |
| 3.  | S.O.S. | 5:25  |
|     | - DJ M.A.D. – muzyka, produkcja, klawisze - Fisz – słowa - Karim – klawisze - Horst-Michael Schaffer – trąbka i efekty - Novika – wokal                                                         |       |
| 4.  | Rozmyty | 5:04  |
|     | - DJ M.A.D. – muzyka, produkcja, programowanie, gramofony - Fisz – słowa - Dziki – grzechotka - Horst-Michael Schaffer – trąbka i efekty - Karim – gitara basowa - Wojciech Waglewski – gitara  |       |
| 5.  | 23:32 | 1:21  |
|     | - Karim Martusewicz – muzyka, kontrabas - Horst-Michael Schaffer – muzyka, trąbka i efekty |       |
| 6.  | Za wysoko? | 4:52  |
|     | - DJ M.A.D. – muzyka, produkcja, klawisze, gramofony - Fisz – słowa |       |
| 7.  | Tajemnica | 5:20  |
|     | - DJ M.A.D. – muzyka, produkcja i programowanie - Fisz – słowa - Karim – Rhodes, gitara basowa, aranżacja smyczków - Kwartet Smyczkowy "Kwadrat" - Novika – wokal - Wojciech Waglewski – gitara |       |
| 8.  | Zaraz wracam | 6:19  |
|     | - DJ M.A.D. – muzyka, produkcja, keys, gramofony - Fisz – słowa - Milo Kurtis – przeszkadzajki                                                                                                  |       |
| 9.  | 1985 | 1:13  |
|     | - DJ M.A.D. – muzyka, produkcja i gramofony |       |
| 10. | Deszcz | 4:12  |
|     | - DJ M.A.D. – muzyka, produkcja i gramofony - Fisz – słowa |       |
| 11. | Dworzec | 3:52  |
|     | - Fisz – muzyka, słowa, gitara - Milo Kurtis – przeszkadzajki - Wojciech Waglewski – gitara |       |
| 12. | Na wylot | 5:38  |
|     | - DJ M.A.D. – muzyka, produkcja i gramofony - Fisz – słowa - Horst-Michael Schaffer – trąbka i efekty - Karim – kontrabas                                                                       |       |
|     | | 50:18 |
|     | |       |

## Twórcy
- realizacja i miksowanie: Piotr "Dziki" Chancewicz dla Media Studio Warszawa (czerwiec 2001)
- mastering: Julita Emanuiłow dla CD Accord Studio
- producent wykonawczy: Tytus dla Asfalt Records
- producent wykonawczy Sony Music Entertainment Poland: Ewa Gajos
- foto: Robert Jaworski
- design: A To Tito Właśnie